# مرگ بسیار آرام
مرگ بسیار آرام (به فرانسوی: une mort tres douce) رمانی است از سیمون دوبووار، فیلسوف اگزیستانسیالیست و فمینیست، که در سال۱۹۶۴ چاپ شد. دوبوآر در این کتاب خاطرات و احساسات اعضای خانواده‌اش را در هفته‌های پایانی زندگی مادرش بیان کرده است.
رمان «مرگ بسیار آرام» را می‌توان گزارشی از آخرین روزهای زندگی مادر سیمون دوبوآر دانست؛ مادرش لیز خورده، بر زمین می‌افتد در بیمارستان و حین مداوای شکستگی، پی می‌برد به سزطان مبتلا شده است. مادر دوبوآر ۶ هفته بعد از دنیا می‌رود. نویسنده در این اثر ادبی، از احساسات خود، خواهر و مادرش در خلال این روزها می‌نویسد.
وی در این کتاب در باب ماجرای مرگ مادرش و نگاه فلسفی به مرگ سخن می‌گوید.
برای نخستین بار این اثر با عنوان «مرگ آرام» در سال ۱۳۴۹ از سوی انتشارات «رز» با ترجمهٔ مجید امین مؤید منتشر شد. این کتاب مجدداً با ترجمه محمد مجلسی توسط نشر دنیای نو در سال ۱۳۹۳ به چاپ رسیده است.